# Васил Канчов
Васил Канчов (26. јул 1862 – 6. фебруар 1902) био је географ, етнограф и учитељ који је био министар просвете Бугарске.

## Рани живот и образовање
Васил Канчов је рођен у Враци. По завршетку гимназије у Лому, а касније је уписао Универзитет у Харкову, тада у Руској Империји. За време српско-бугарског рата 1885. прекинуо је школовање и учествовао у рату. Касније је наставио студије на универзитетима у Минхену и Штутгарту, али је 1888. године поново прекинуо школовање због болести.

## Каријера
Наредних година Канчов је био бугарски учитељ у Македонији. Био је наставник у Солунској бугарској мушкој гимназији (1888–1891), директор бугарских школа у округу Сера (1891–1892), директор бугарске мушке гимназије у Солуну (1892–1893), главни школски инспектор бугарских школа у Македонији (1897).
После 1898. Канчов се вратио у Бугарску и почео да се бави политиком. Почетком 1902. постао је министар просвете Бугарске. Много је путовао после 1888. године, обилазећи и истражујући целу Македонију.

## Путовање по Анадолији
Васил Канчов, који је отпутовао у Истанбул уз финансијску подршку једног бугарског часописа почетком 1899. године, планирао је да истражи и посматра европску страну Мраморне обале, али је без навођења пуног разлога одложио посету поменутом региону и одлучио да лута по бугарским насељима на анадолској страни језера Мањас.
Записао је скоро сваки тренутак свог 9-дневног путовања. Прво је отишао из Истанбула у Мудању, затим у Бурсу, затим у Карацабеј, Бандирму и на крају у Гонен, интервјуисао бугарске породице, прегледао структуре села, истраживао богомоље. Ствари које су писали имале су карактеристике онога што можемо назвати „путописном књигом“.

## Смрт
Васила Канчова је у својој канцеларији убио психопата.

## У популарној култури
О њему је један од оснивача Унутрашње македонске револуционарне организације (ВМРО) Иван Хаџиниколов рекао да је Канчов својевремено тврдио да је дошао као учитељ у Солун да бугаризује Македонију. Хаџиниколов је одговорио да се прецењује, јер је Македонија одавно бугарска и да су македонски Бугари дуго радили за то.